# Erika Anderson
Erika Marie Anderson (Tulsa, Oklahoma, 1963) es una actriz de cine y televisión estadounidense, reconocida por su rol de Greta en A Nightmare on Elm Street 5: The Dream Child (1989) y por su interpretación de Selena Swift en la popular serie de televisión Twin Peaks (1990).

## Carrera
Anderson creció en Tulsa, Oklahoma. Asistió a la Universidad de Tulsa, donde se graduó con una especialización en telecomunicaciones y una especialización en teatro. Mientras estaba en la escuela, trabajó como disc jockey en la única estación de radio de jazz de Tulsa y también comenzó a trabajar en televisión, siendo finalmente anfitriona de su propio programa de arte.
Después de la universidad, se mudó a Los Ángeles para seguir una carrera en radio y televisión. Firmó un contrato con una agencia de modelos y trabajó constantemente en las ciudades de Nueva York, París, Milán y Los Ángeles. Apareció en diseños de moda en revistas como Vogue e Interview. Mientras estuvo en Italia, interpretó el papel principal en una corta película experimental sobre la visión italiana de los Estados Unidos llamada Through Your Eyes.
Su primer papel en un largometraje ocurrió en Lifted de 1988, y su papel decisivo llegó en 1989 en la película de terror A Nightmare on Elm Street 5: The Dream Child como Greta Gibson. Anderson apareció en tres episodios de la serie de televisión Twin Peaks, interpretando a las hermanas gemelas Emerald y Jade. Protagonizó la película dramática de 1991 Zandalee con Nicolas Cage. Anderson ha hecho muchas apariciones especiales en programas de televisión de Silk Stalkings, Dream On, Twin Peaks y Red Shoe Diaries.

## Filmografía
| Año  | Título                                       | Rol             | Notas              |
| ---- | -------------------------------------------- | --------------- | ------------------ |
| 1987 | Protect and Surf                             | Betty           |                    |
| 1989 | Christine Cromwell                           |                 | Easy Come, Easy Go |
| 1989 | A Nightmare on Elm Street 5: The Dream Child | Greta Gibson    |                    |
| 1990 | Twin Peaks                                   | Jade / Emerald  |                    |
| 1991 | Shadows of the Past                          | Jackie Delaney  |                    |
| 1991 | Visitors from the Unknown                    | Alien           |                    |
| 1991 | Zandalee                                     | Zandalee Martin |                    |
| 1993 | Quake                                        | Jenny           | Video              |
| 1993 | Red Shoe Diaries                             | Jo              |                    |
| 1995 | Object of Obsession                          | Margaret        |                    |
| 1996 | Club VR                                      | Shula           | Video              |
| 1998 | October 22                                   | Maggie          |                    |
| 1999 | Ballad of the Nightingale                    | Isadora         |                    |
| 2000 | Ascension                                    | Sarah           |                    |